# Partido Demócrata Cristiano (Suiza)
El Partido Demócrata Cristiano (PDC; en alemán: Christlichdemokratische Volkspartei, en francés: Parti Démocrate-Chrétien Suisse, en italiano: Partito Popolare Democratico Svizzero, en romanche: Partida Cristiandemocratica Svizra) fue un partido político suizo democristiano fundado en 1848 como Partido Católico Conservador. El 1 de enero de 2021, el partido se fusionó con el Partido Burgués Democrático (BDP) para formar El Centro, que operaría a nivel federal. El partido siguió existiendo a nivel cantonal a medida que los partidos locales y regionales individuales determinaron su estatus.
Nació para representar los intereses de los cantones de mayoría católica en una Suiza de mayoría protestante. En 1970 adoptó su nombre actual. Miembro de la coalición de gobierno federal, en las elecciones de 2003 obtuvo el 14,4% de los votos consiguiendo 28 diputados en el Consejo Nacional Suizo. Era un partido político de centro-derecha.

## Evolución de la representación en el Parlamento
| Año  | Votos        | %      | Consejo Nacional | +/-         | Consejo de los Estados | +/-         |
| ---- | ------------ | ------ | ---------------- | ----------- | ---------------------- | ----------- |
| 1848 |              | 11,6%  | 9/111            |             | 6/44                   |             |
| 1851 |              | 15,5%  | 16/120           | 7           | 10/44                  | 4           |
| 1854 |              | 14,3%  | 14/120           | 2           | 10/44                  | Sin cambios |
| 1857 |              | 16,8%  | 21/120           | 7           | 14/44                  | 4           |
| 1860 |              | 21,2%  | 16/120           | 5           | 13/44                  | 1           |
| 1863 |              | 19,0%  | 21/128           | 5           | 17/44                  | 4           |
| 1866 |              | 17,0%  | 22/128           | 1           | 14/44                  | 3           |
| 1869 |              | 15,5%  | 24/128           | 2           | 14/44                  | Sin cambios |
| 1872 |              | 25,6%  | 30/135           | 6           | 15/44                  | 1           |
| 1875 |              | 25,7%  | 33/135           | 3           | 16/44                  | 1           |
| 1878 |              | 26,3%  | 37/135           | 4           | 17/44                  | 1           |
| 1881 |              | 26,6%  | 35/145           | 2           | 18/44                  | 1           |
| 1884 |              | 25,7%  | 37/145           | 2           | 18/44                  | Sin cambios |
| 1887 |              | 28,3%  | 35/145           | 2           | 18/44                  | Sin cambios |
| 1890 |              | 25,6%  | 35/147           | Sin cambios | 17/44                  | 1           |
| 1893 |              | 20,0%  | 29/147           | 6           | 15/44                  | 2           |
| 1896 | 85.484 (#2)  | 23,0%  | 30/147           | 1           | 15/44                  | Sin cambios |
| 1899 | 76.845 (#2)  | 20,8%  | 32/147           | 2           | 16/44                  | 1           |
| 1902 | 94.031 (#2)  | 23,1%  | 35/167           | 3           | 16/44                  | Sin cambios |
| 1905 | 92.600 (#2)  | 22,5%  | 35/167           | Sin cambios | 16/44                  | Sin cambios |
| 1908 | 81.733 (#2)  | 20,5%  | 35/167           | Sin cambios | 16/44                  | Sin cambios |
| 1911 | 76.726 (#3)  | 19,1%  | 38/189           | 3           | 14/44                  | 2           |
| 1914 | 76.668 (#2)  | 21,1%  | 37/189           | 3           | 15/44                  | 1           |
| 1917 | 84.784 (#3)  | 16,4%  | 41/189           | 4           | 16/44                  | 1           |
| 1919 | 156.702 (#3) | 21,0%  | 41/189           | Sin cambios | 17/44                  | 1           |
| 1922 | 153.836 (#3) | 20,9%  | 44/198           | 3           | 17/44                  | Sin cambios |
| 1925 | 155.467 (#3) | 20,9%  | 42/198           | 2           | 18/44                  | 1           |
| 1928 | 172.516 (#3) | 21,4%  | 46/198           | 4           | 18/44                  | Sin cambios |
| 1931 | 184.602 (#3) | 21,4%  | 44/187           | 2           | 18/44                  | Sin cambios |
| 1935 | 185.052 (#3) | 20,3%  | 42/187           | 2           | 19/44                  | 1           |
| 1939 | 105.018 (#3) | 17,0%  | 43/187           | 1           | 18/44                  | 1           |
| 1943 | 182.916 (#3) | 20,8%  | 43/194           | Sin cambios | 19/44                  | 1           |
| 1947 | 203.202 (#3) | 21,2%  | 44/194           | 1           | 18/44                  | 1           |
| 1951 | 216.616 (#3) | 22,5%  | 48/196           | 4           | 18/44                  | Sin cambios |
| 1955 | 226.122 (#3) | 23,2%  | 47/196           | 1           | 17/44                  | 1           |
| 1959 | 229.088 (#3) | 23,3%  | 47/196           | Sin cambios | 17/44                  | Sin cambios |
| 1963 | 225.160 (#3) | 23,4%  | 48/200           | 1           | 18/44                  | 1           |
| 1967 | 219.184 (#3) | 22,1%  | 45/200           | 3           | 18/44                  | Sin cambios |
| 1971 | 407.225 (#3) | 20,4%  | 44/200           | 1           | 17/44                  | 1           |
| 1975 | 407.286 (#3) | 21,1%  | 46/200           | 2           | 17/44                  | Sin cambios |
| 1979 | 390.281 (#3) | 21,3%  | 44/200           | 2           | 18/46                  | 1           |
| 1983 | 396.281 (#3) | 20,2%  | 42/200           | 2           | 18/46                  | Sin cambios |
| 1987 | 378.822 (#2) | 19,6%  | 42/200           | Sin cambios | 19/46                  | 1           |
| 1991 | 367.928 (#3) | 18,0%  | 35/200           | 7           | 16/46                  | 3           |
| 1995 | 319.972 (#3) | 16,8%  | 34/200           | 1           | 16/46                  | Sin cambios |
| 1999 | 309.118 (#4) | 15,8%  | 35/200           | 1           | 15/46                  | 1           |
| 2003 | 301.652 (#4) | 14,4%  | 28/200           | 7           | 15/46                  | Sin cambios |
| 2007 | 335.623 (#4) | 14,5%  | 31/200           | 3           | 15/46                  | Sin cambios |
| 2011 | 300.544 (#4) | 12,3%  | 28/200           | 3           | 13/46                  | 2           |
| 2015 | 293.653 (#4) | 11,6%  | 27/200           | 1           | 13/46                  | Sin cambios |
| 2019 | 275.842 (#5) | 11,38% | 25/200           | 2           | 13/46                  | Sin cambios |

## Consejo federal
Los siguientes políticos son o fueron Consejeros federales elegidos por el PDC.

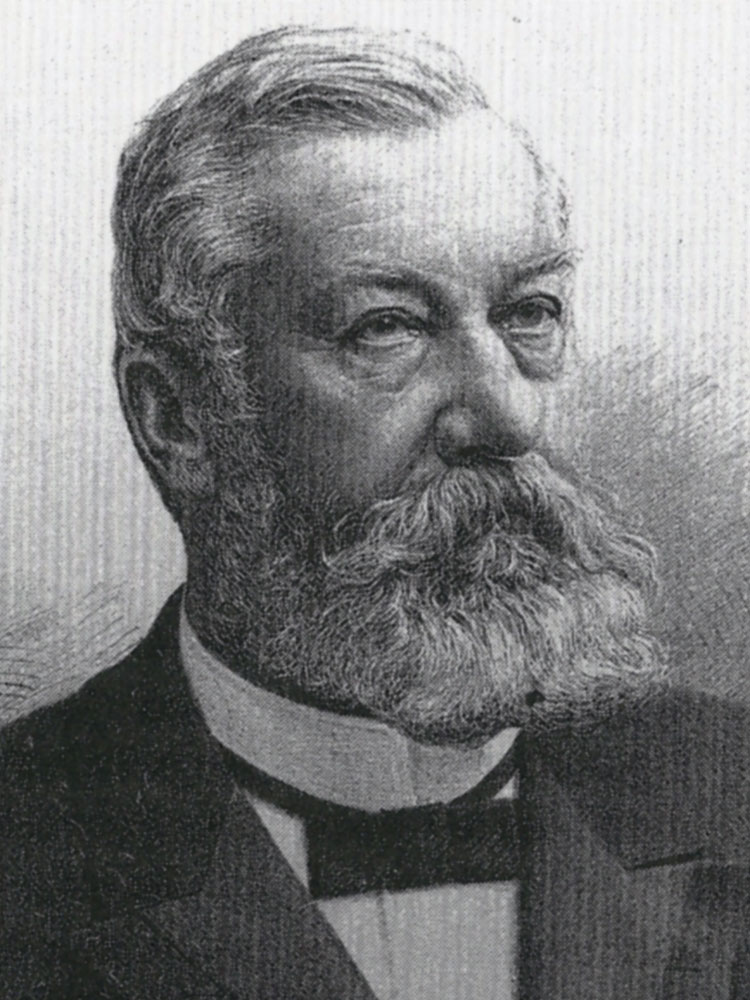
Josef Zemp 17 de diciembre de 1891 - 17 de junio de 1908
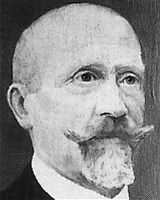
Josef Anton Schobinger 17 de junio de 1908 - 27 de noviembre de 1911
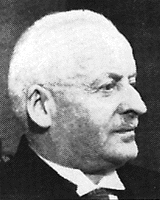
Giuseppe Motta 14 de diciembre de 1911 - 23 de enero de 1940
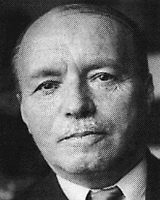
Jean-Marie Musy 11 de diciembre de 1919 - 30 de abril de 1934
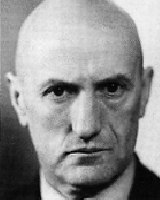
Philipp Etter 28 de marzo 1934 - 19 de noviembre de 1959
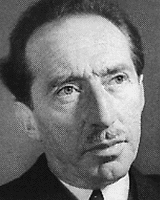
Enrico Celio 22 de febrero de 1940 - 23 de junio de 1950
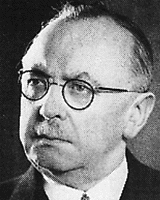
Josef Escher 14 de septiembre de 1950 - 26 de noviembre de 1954
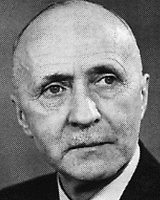
Thomas Holenstein 16 de diciembre de 1954 - 20 de noviembre de 1959
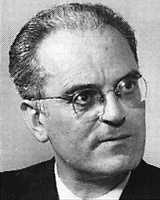
Giuseppe Lepori 16 de diciembre de 1954 - 24 de noviembre de 1959
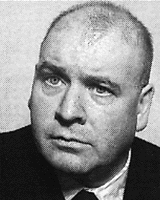
Jean Bourgknecht 17 de diciembre de 1959 - 3 de septiembre de 1962
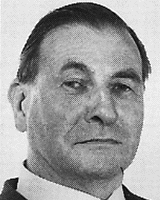
Ludwig von Moos 17 de diciembre de 1959 - 31 de diciembre de 1971
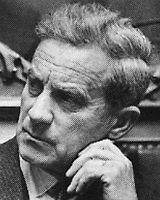
Roger Bonvin 27 de septiembre de 1962 - 31 de diciembre de 1973
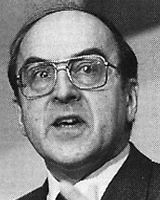
Kurt Furgler 8 de diciembre de 1971 - 31 de diciembre de 1986
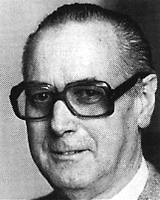
Hans Hürlimann 5 de diciembre de 1973 - 31 de diciembre de 1982
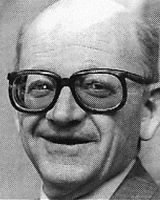
Alphons Egli 8 de diciembre de 1982 - 31 de diciembre de 1986
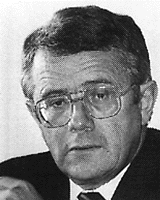
Arnold Koller 10 de diciembre de 1986 - 30 de abril de 1999
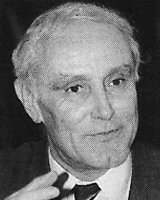
Flavio Cotti 10 de diciembre de 1986 - 30 de abril de 1999
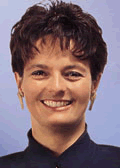
Ruth Metzler-Arnold 11 de marzo de 1999 - 31 de diciembre de 2003
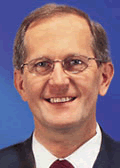
Joseph Deiss 11 de marzo de 1999 -31 de julio de 2006
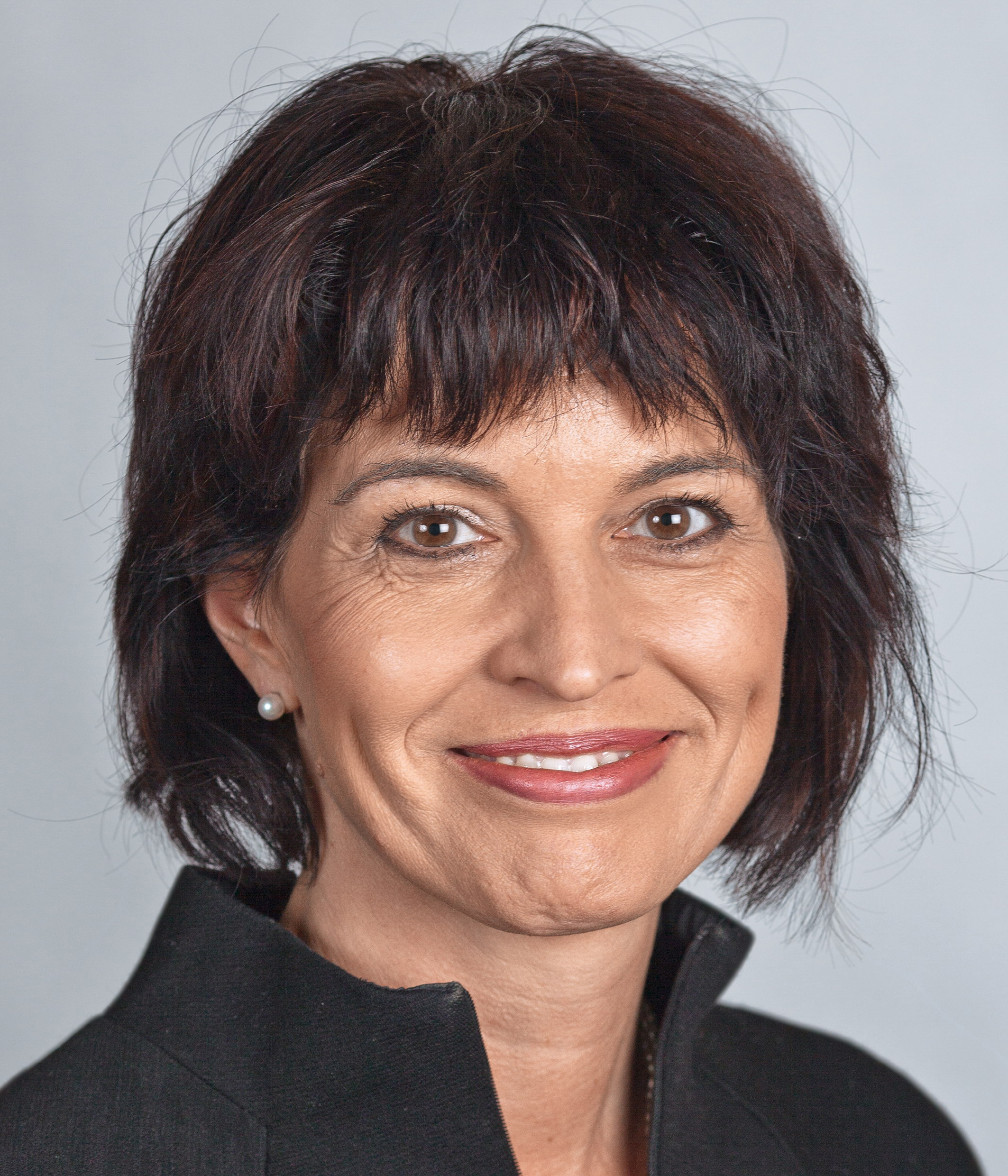
Doris Leuthard 14 de junio de 2006 – 31 de diciembre de 2018
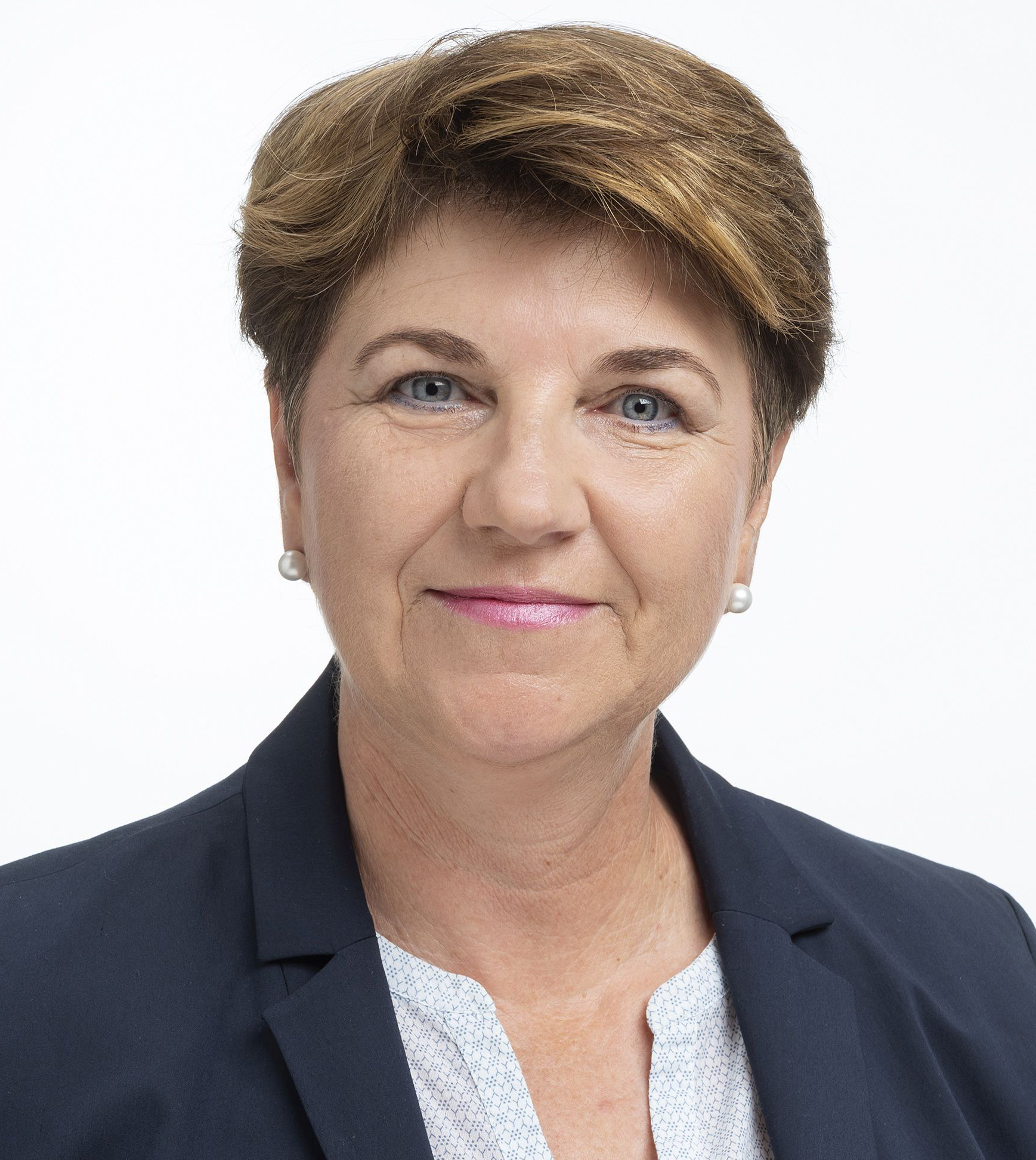
Viola Amherd 5 de diciembre de 2018 – 1 de abril de 2025